# Rozmajerovac
Rozmajerovac (1931-ig Londža) falu Horvátországban, Eszék-Baranya megyében. Közigazgatásilag Nekcséhez tartozik.

## Fekvése
Eszéktől légvonalban 48, közúton 57 km-re nyugatra, Diakovártól légvonalban 24, közúton 39 km-re északnyugatra, községközpontjától légvonalban 13, közúton 21 km-re délre, Szlavónia középső részén, a Krndija-hegység északi részén, a Longya-patak völgyében fekszik.

## Története
A régészeti leletek tanúsága szerint területe már az őskor óta lakott volt. A nekcsei városi múzeum és a zágrábi régészeti intézet munkatársai 2015 novemberében Nekcse község déli határában feltárásokat végeztek. Ezek során Rozmajerovac területén öt lelőhelyet azonosítottak. A legrégibb, az i. e. 6. és i. e. 3. évezred közötti, az újkőkorból és a kőrézkorból származó leletek a Longya-pataktól és a falut átszelő úttól nyugatra emelkedő dombháton, a „Drenik” lelőhelyen kerültek elő. Tőle délre, ugyancsak a pataktól nyugatra a „Duge njive” lelőhelyen újkőkori és kora bronzkori leleteket találtak. Ezek kora az i. e. 6. évezredtől az i. e. 2. évezredig terjedt. Ugyanitt a 13.-tól a 16. századig terjedő időszakból származó középkori leletek is előkerültek. A középkori Granice falu maradványait rejtheti a falu déli részén található „Grad” nevű lelőhely. Itt a szántóföldön nagyobb mennyiségű faragott homokkő töredék, vakolat és tégla volt megfigyelhető. A tőle nyugatra fekvő erdőben az építőkövek még nagyobb mennyisége volt található, amelyek között nagyobb darabok is voltak. Ezek egy kőből épített szakrális épület töredékei - szentségtartó, kapuzat töredéke, oszloptöredék, valószínűleg a szomszédos mező kitisztításának eredményeként került oda. A 12.-13. századból származó kőtöredékek nagy valószínűséggel a középkori Granice 1333-ban említett Szent Márton plébániatemplomának maradványai.
A mai település a 19. század végén keletkezett Granice déli határrészén, a Longya-patak völgyében. 1910-ben 196 főnyi lakosságának 64%-a horvát, 14%-a szlovák, 13%-a szerb, 5%-a magyar anyanyelvű volt. Az első világháború után 1918-ban az új szerb-horvát-szlovén állam, majd később (1929-ben) Jugoszlávia része lett. Az 1920-as években a horvát Zagorje térségéből, Bednja, Gornje Jesenje és Zlatar közeléből újabb horvát családok érkeztek. A második világháború idején polgári lakossága különösen sokat szenvedett mindkét oldal fegyveres erőinek pusztításától. A szomszédos Granice és Polubaše falvakkal együtt 123 polgári lakosa esett áldozatul a háborúnak, mely az 1931-es összlakosság 12%-ának fele meg. Emlékükre az 1990-es években a granicei Szűz Mária templom elé emlékkeresztet állítottak. 1991-ben lakosságának 93%-a horvát volt. Az 1970-es évek óta a fiatalok elvándorlása miatt lakossága folyamatosan csökken. A falunak 2011-ben 25 horvát lakosa volt. Ma már a kihalófélben levő falvak közé tartozik.

## Lakossága
| Lakosság változása | Lakosság változása | Lakosság változása | Lakosság változása | Lakosság változása | Lakosság változása | Lakosság változása | Lakosság változása | Lakosság változása | Lakosság változása | Lakosság változása | Lakosság változása | Lakosság változása | Lakosság változása | Lakosság változása | Lakosság változása |
| ------------------ | ------------------ | ------------------ | ------------------ | ------------------ | ------------------ | ------------------ | ------------------ | ------------------ | ------------------ | ------------------ | ------------------ | ------------------ | ------------------ | ------------------ | ------------------ |
| 1857               | 1869               | 1880               | 1890               | 1900               | 1910               | 1921               | 1931               | 1948               | 1953               | 1961               | 1971               | 1981               | 1991               | 2001               | 2011               |
| 0                  | 0                  | 0                  | 0                  | 0                  | 196                | 181                | 298                | 321                | 317                | 217                | 129                | 62                 | 58                 | 35                 | 25                 |

## Nevezetességei
Szent Flórián tiszteletére szentelt római katolikus kápolnáját 1924-ben építették a korábbi fa harangláb helyén. A kápolna építésekor ezen a helyen több kőtöredéket találtak. Ez alapján feltételezhető, hogy a kápolna a granicei középkori templom helyén épült. Ez esetben a közeli, innen 350 méterre fekvő Grad lelőhely leletei is innen származnak.

## Oktatás
A falu tanulói a nekcsei Dora Pejačević általános iskolába járnak.